# Alfred của Liên hiệp Anh và Hannover
Vương tử Alfred của Liên hiệp Anh (22 tháng 9 năm 1780 – 20 tháng 8 năm 1782) là người con thứ mười bốn và là con trai út trong số chín người con trai của Vua George III của Anh và Charlotte xứ Mecklenburg-Strelitz. Alfred là em trai của các vị vua tương lai George IV, William IV và Ernst August – người sau này trở thành Quốc vương của Hannover.
Ngay từ khi chào đời, vương tử Alfred đã không có thể trạng khoẻ mạnh. Năm 1782, sau khi được tiêm chủng phòng bệnh đậu mùa, một phương pháp y học phổ biến nhưng còn nhiều rủi ro thời bấy giờ thể trạng của cậu bé trở nên xấu đi nhanh chóng. Không lâu sau đó, vào tháng 8 cùng năm, hoàng tử qua đời khi chưa đầy hai tuổi.
Cái chết sớm của Alfred khiến hoàng gia rơi vào đau buồn sâu sắc, đặc biệt là vì chỉ sáu tháng sau, người anh trai thân thiết của ông là Vương tử Octavius cũng qua đời khi mới bốn tuổi. Hai mất mát liên tiếp ấy để lại vết thương tinh thần khó nguôi cho Vua George III. Trong những giai đoạn rối loạn tâm thần về sau, nhà vua thường xuyên tưởng tượng ra những cuộc trò chuyện với hai người con trai nhỏ đã khuất, thể hiện tình cảm sâu đậm ông dành cho họ.

## Tước vị và danh dự
- 22 tháng 9 năm 1780 – 20 tháng 8 năm 1782: Vương tử Alfred Điện hạ (His Royal Highness The Prince Alfred)